# Fanshawe
Fanshawe é uma cidade  localizada no estado norte-americano de Oklahoma, no Condado de Latimer e Condado de Le Flore.

## Demografia
Segundo o censo norte-americano de 2000, a sua população era de 384 habitantes.
Em 2006, foi estimada uma população de 398, um aumento de 14 (3.6%).

## Geografia
De acordo com o United States Census Bureau tem uma área de
58,8 km², dos quais 58,5 km² cobertos por terra e 0,3 km² cobertos por água.

## Localidades na vizinhança
O diagrama seguinte representa as localidades num raio de 24 km ao redor de Fanshawe.